# Achatinellidae
Achatinellidae é uma família de gastrópodes da ordem Stylommatophora. Algumas espécies havaianas desta família, do gênero Achatinella, tiveram sua extinção causada pela introdução do caracol predador Euglandina rosea durante a década de 1950.

## Distribuição
Amplamente distribuída nas ilhas do Pacífico, alcançando seu maior desenvolvimento no Havaí.

## Gêneros da família Achatinellidae
- Achatinella Swainson, 1828
- Auriculella
- Tornatellides Pilsbry, 1910
- Tornatellinops Pilsbry, 1915